# Sericornis spilodera
Sericornis spilodera là một loài chim trong họ Acanthizidae.